# Oura
Oura é uma povoação  portuguesa sede da Freguesia de Oura do Município de Chaves, freguesia com 14,51 km² de área e 515 habitantes (censo de 2021), tendo, por isso, uma densidade populacional de 35,5 hab./km².
Da freguesia fazem parte as povoações de Oura e Vila Verde.

## História
Pertenceu ao concelho (atual município) de Vila Pouca de Aguiar entre 1853 e 1855, tendo regressado ao de Chaves nessa data. 

## Demografia
A população registada nos censos foi:
| Distribuição da População por Grupos Etários | Distribuição da População por Grupos Etários | Distribuição da População por Grupos Etários | Distribuição da População por Grupos Etários | Distribuição da População por Grupos Etários |
| -------------------------------------------- | -------------------------------------------- | -------------------------------------------- | -------------------------------------------- | -------------------------------------------- |
| Ano                                          | 0-14 Anos                                    | 15-24 Anos                                   | 25-64 Anos                                   | > 65 Anos                                    |
| 2001                                         | 101                                          | 77                                           | 332                                          | 142                                          |
| 2011                                         | 73                                           | 57                                           | 304                                          | 168                                          |
| 2021                                         | 42                                           | 61                                           | 229                                          | 183                                          |

## Património

### Ponte Medieval de Oura
Na aldeia de Oura, encontra-se a Ponte Medieval de Oura, que atravessa a Ribeira de Oura. Esta ponte, possivelmente de origem romana, faz parte de uma via do mesmo período, com modificações realizadas durante as épocas medieval e moderna. Além disso, está localizada ao longo do Caminho Português Interior de Santiago, numa estrada de terra batida.
A ponte medieval possui um único arco redondo e um tabuleiro do tipo cavalete, e ainda mantém as suas guardas originais em granito. A sua localização num caminho rural, com pouco tráfego automóvel, tem contribuído para o seu excelente estado de conservação. Atualmente, não há consenso nos registros arqueológicos quanto à sua origem ser medieval ou romana, portanto, o nome "Ponte Medieval" tem sido mantido.
A pequena Rota “Trilho Ribeira de Oura” atravessa esta ponte. O percurso turístico tem início e fim junto à sede da Associação Vidagustermas, onde está colocado o painel informativo, e percorre parte da freguesia de Oura e da União das freguesias de Vidago, Arcossó, Selhariz e Vilarinho da Paranheiras.

### Igreja Matriz
A Igreja Matriz de Oura, caracterizada pelas suas linhas barrocas, apresenta uma torre sineira de estilo galaico-português com dois sinos, embora apenas um esteja presente. O santo padroeiro da terra é São Tiago. Datada do século XVIII, mais precisamente do ano de 1779, esta igreja é adornada por belos vitrais, da autoria do renomado artista e pintor João Vieira, assim como a capela da Senhora da Piedade. Destacam-se também as imagens do século XVIII e o teto do altar-mor, pintado em 1786.